# سدالیا، کنتاکی
سدالیا (به انگلیسی: Sedalia) یک منطقهٔ مسکونی در ایالات متحده آمریکا است که در شهرستان گریوس، کنتاکی واقع شده‌است. سدالیا ۳٫۰۸ کیلومتر مربع مساحت و ۲۹۵ نفر جمعیت دارد و ۱۵۳٫۰۱ متر بالاتر از سطح دریا واقع شده‌است.